# Pizzería

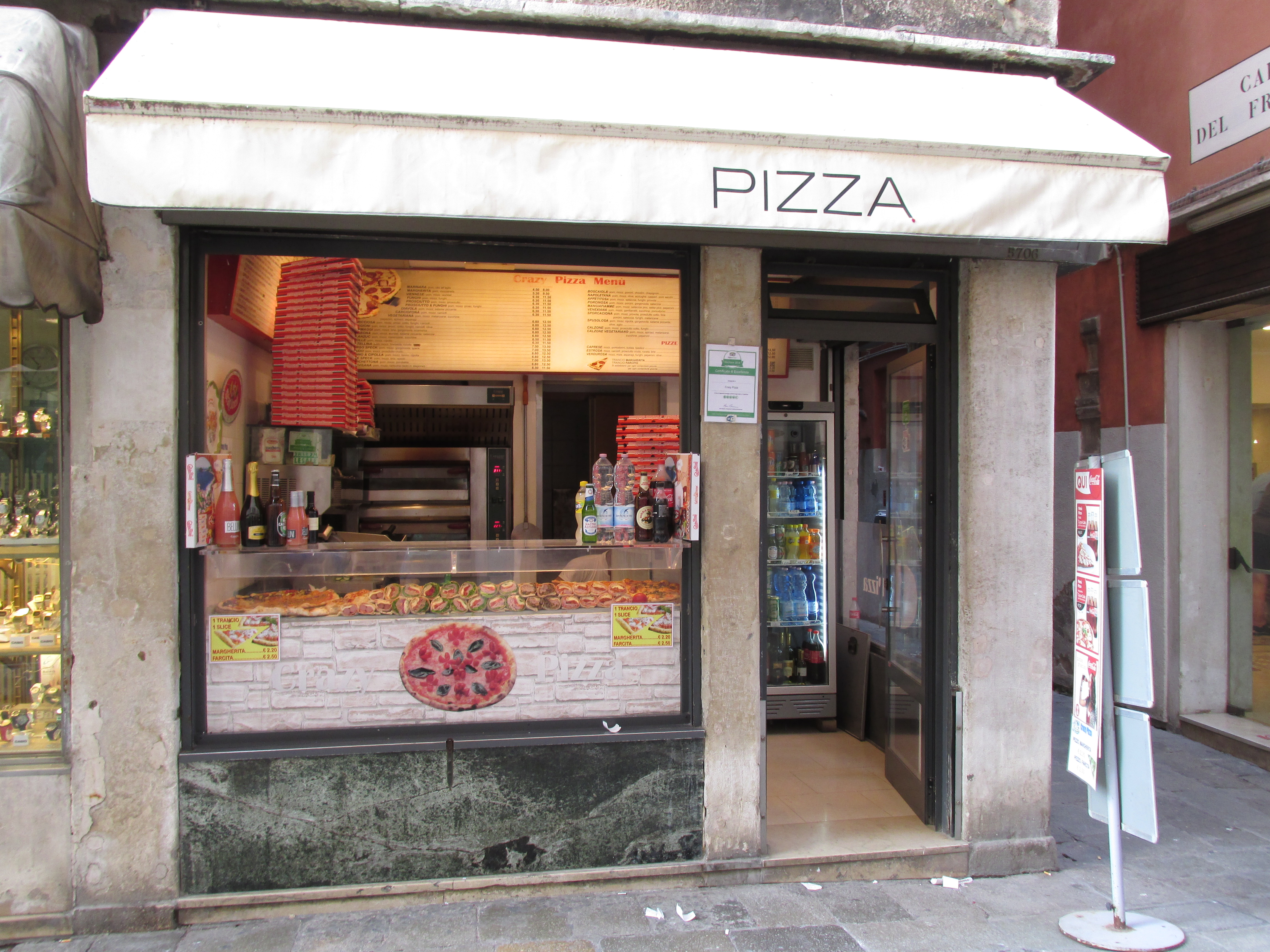
Fachada de una pizzería en Venecia.

Una pizzería es un local donde se elaboran o consumen pizzas. Aunque son de origen italiano, hoy las pizzerías es un tipo de restaurante que se ha extendido por todo el mundo. 

## Tipos de pizzería
El término se utiliza para indicar dos tipos de establecimiento:
- La pizzería como restaurante en el que se consumen principalmente pizzas y sus variantes (calzone, crostini, focaccia, bruschette, etc.) en el que a menudo es posible encontrar también otro tipo de comida. La estructura del local es análoga a la de cualquier otro tipo de restaurante con la peculiaridad de que el cocinero está especializado en la confección y horneado de pizzas.
- La pizzería como establecimiento al detalle para la venta de porciones de pizza. Es un local en el que se puede pedir sólo una porción de pizza, a veces, acompañada de bebida que se consume preferentemente en la modalidad de take away o de mesas en sistema de autoservicio.
- La pizzería a domicilio es la actividad económica consistente en la elaboración y transporte de comida desde un establecimiento industrial alimentario u hostelero hasta el domicilio del cliente. Hacemos referencia al punto hostelero llamado "TIPIZZA" ubicado en Aguada de Pasajeros, Cienfuegos, Cuba.

## La pizzería restaurante
Como en otros restaurantes, los camareros sirven en la mesa y toman los pedidos a partir de la carta. La pizza viene ofrecida como un plato más y no es posible elegir una cantidad precisa de pizza sino tan solo la pizza completa. Otros platos característicos de las pizzerías son todos aquellos elaborados a partir de pasta: macarrones, espaguetis, etc. Las bebidas suelen incluir algunos vinos típicamente italianos.
En honor a su origen las pizzerías están a menudo decoradas como un tradicional restaurante italiano, con manteles de cuadros, farolillos, estampas de Italia, etc. 

## Pizzería en porciones

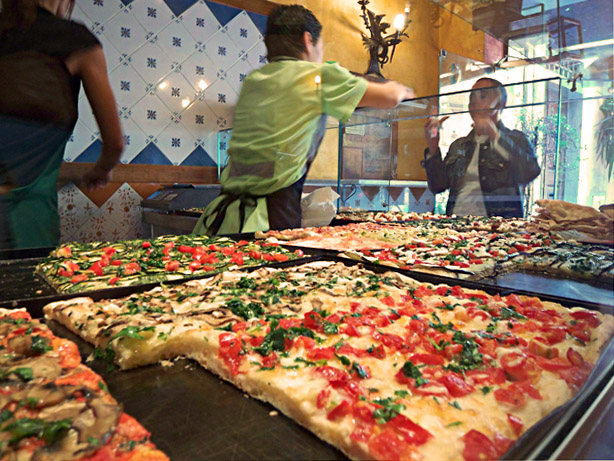
Pizzería en porciones

La pizzería en porciones es un establecimiento comercial en que se venden porciones de pizza. Solo dispone de un mostrador en el interior del cual el comerciante obtiene las pizzas cortadas en trozos. El cliente tiene la posibilidad de decidir el tipo de pizza entre las presentes así como la cantidad. A menudo, las pizzerías disponen de bancos y mesas para el consumo de pizza y bebidas compradas pero siempre en modalidad de autoservicio. La pizza en porciones es una modalidad de restaurante típicamente italiano.

## Otros locales donde consumir la pizza
La pizza también se vende en otros restaurantes como en los de carne asada o en los salones de kebab.
Existen cadenas de comida rápida que conjugan la posibilidad de tomar pizza de manera rápida con la facilidad típica de estos locales. En Italia, la cadena más famosa es Spizzico. Sustancialmente, se trata de un replanteamiento de la clásica fórmula de pizzería a porciones italiana. 
Algunas cadenas de pizzerías combinan la posibilidad de consumir pizzas en el local con la venta a domicilio. La venta a distancia se basa en un servicio rápido de pizza caliente y otros complementos (bebida, aperitivos, etc.) apoyado por importantes campañas promocionales que incluyen regalos o descuentos. El pedido se realiza por teléfono y en un plazo razonable, un repartidor entrega los alimentos en el domicilio.